# Saint-Pierre-lès-Bitry

Saint-Pierre-lès-Bitry este o comună în departamentul Oise, Franța. În 1 ianuarie 2022 avea o populație de 147 de locuitori.